# Handball-Bundesliga 1971/72
Die Saison 1971/72 der Handball-Bundesliga ist die sechste der zweigleisigen Spielzeiten in ihrer Geschichte.

## Saisonverlauf
16 Mannschaften spielten in zwei Staffeln zu je acht Mannschaften um die Deutsche Meisterschaft 1972. Dem Spiel um die Meisterschaft ist seit der Saison 1969/70 ein Halbfinale vorgeschaltet, für das sich die Tabellenersten und -zweiten der Staffeln Nord und Süd nach dem 14. Spieltag qualifizierten. Die Sieger aus den Halbfinalbegegnungen traten in einem Finale gegeneinander an. Der Gewinner ist Deutscher Meister 1972. Aufsteiger zur neuen Saison waren der Flensburger TB und die SG Dietzenbach.
Deutscher Meister 1972 wurde zum neunten Mal in der Vereinsgeschichte die Mannschaft von Frisch Auf Göppingen, die im Finale den Gewinner der Staffel Süd, VfL Gummersbach, besiegte. Absteigen mussten der Neuaufsteiger Flensburger TB und der TV Hochdorf.

## Statistiken

### Abschlusstabellen

#### Staffel Nord
| Rang | Verein                      | Sp. | S  | U | N  | Tore    | Diff. | Punkte |
| ---- | --------------------------- | --- | -- | - | -- | ------- | ----- | ------ |
| 1.   | VfL Gummersbach             | 14  | 10 | 2 | 2  | 242:183 | +59   | 22:60  |
| 2.   | THW Kiel                    | 14  | 10 | 0 | 4  | 189:149 | +40   | 20:80  |
| 3.   | TSV Grün-Weiß Dankersen (M) | 14  | 8  | 2 | 4  | 201:181 | +20   | 18:10  |
| 4.   | Hamburger SV                | 14  | 7  | 2 | 5  | 191:169 | +22   | 16:12  |
| 5.   | SC Phönix Essen 1920        | 14  | 7  | 1 | 6  | 202:204 | −2    | 15:13  |
| 6.   | TuS 05 Wellinghofen         | 14  | 6  | 0 | 8  | 203:218 | −15   | 12:16  |
| 7.   | VfL Bad Schwartau           | 14  | 3  | 0 | 11 | 206:242 | −36   | 06:22  |
| 8.   | Flensburger TB (A)          | 14  | 1  | 1 | 12 | 171:259 | −88   | 03:25  |

##### Kreuztabelle
Die Kreuztabelle stellt die Ergebnisse der Spiele der Staffel Nord dieser Saison dar.
Die Heimmannschaft ist in der linken Spalte, die Gastmannschaft in der oberen Zeile aufgelistet.
| Bundesliga 1971/72 Staffel Nord | VfL Gummersbach | THW Kiel | TSV Grün-Weiß Dankersen | Hamburger SV | SC Phönix Essen 1920 | TuS 05 Wellinghofen | VfL Bad Schwartau | Flensburger TB |
| ------------------------------- | --------------- | -------- | ----------------------- | ------------ | -------------------- | ------------------- | ----------------- | -------------- |
| VfL Gummersbach                 |                 | 17:13    | 24:14                   | 18:14        | 18:10                | 20:13               | 22:15             | 22:12          |
| THW Kiel                        | 13:80           |          | 12:13                   | 11:90        | 13:50                | 16:50               | 14:90             | 15:90          |
| TSV Grün-Weiß Dankersen         | 15:15           | 09:11    |                         | 13:12        | 13:90                | 20:10               | 16:11             | 22:12          |
| Hamburger SV                    | 11:11           | 10:90    | 15:10                   |              | 23:16                | 12:80               | 12:14             | 21:14          |
| SC Phönix Essen 1920            | 12:17           | 14:90    | 09:90                   | 13:12        |                      | 14:12               | 25:23             | 23:14          |
| TuS 05 Wellinghofen             | 13:20           | 12:20    | 17:13                   | 10:16        | 19:12                |                     | 32:18             | 23:14          |
| VfL Bad Schwartau               | 17:14           | 17:20    | 11:13                   | 11:13        | 14:18                | 12:13               |                   | 22:14          |
| Flensburger TB                  | 11:16           | 12:13    | 13:21                   | 11:11        | 13:27                | 11:16               | 16:12             |                |
| Stand: 18. Dezember 1971        |                 |          |                         |              |                      |                     |                   |                |

#### Staffel Süd
| Rang | Verein               | Sp. | S  | U | N  | Tore    | Diff. | Punkte |
| ---- | -------------------- | --- | -- | - | -- | ------- | ----- | ------ |
| 1.   | Frisch Auf Göppingen | 14  | 12 | 0 | 2  | 274:218 | +56   | 24:40  |
| 2.   | TV Großwallstadt     | 14  | 11 | 0 | 3  | 294:232 | +62   | 22:60  |
| 3.   | Spvgg Möhringen      | 14  | 7  | 1 | 6  | 181:206 | −25   | 15:13  |
| 4.   | TSV 1896 Rintheim    | 14  | 5  | 4 | 5  | 212:205 | +7    | 14:14  |
| 5.   | SG Dietzenbach (A)   | 14  | 5  | 2 | 7  | 186:205 | −19   | 12:16  |
| 6.   | TSV Milbertshofen    | 14  | 4  | 2 | 8  | 230:239 | −9    | 10:18  |
| 7.   | SG Leutershausen     | 14  | 4  | 2 | 8  | 219:246 | −27   | 10:18  |
| 8.   | TV Hochdorf          | 14  | 2  | 1 | 11 | 199:244 | −45   | 05:23  |

##### Kreuztabelle
Die Kreuztabelle stellt die Ergebnisse der Spiele der Staffel Süd dieser Saison dar.
Die Heimmannschaft ist in der linken Spalte, die Gastmannschaft in der oberen Zeile aufgelistet.
| Bundesliga 1971/72 Staffel Süd | Frisch Auf Göppingen | TV Großwallstadt | SpVgg 1887 Möhringen | TSV 1896 Rintheim | SG Dietzenbach | TSV Milbertshofen | SG Leutershausen | TV Hochdorf |
| ------------------------------ | -------------------- | ---------------- | -------------------- | ----------------- | -------------- | ----------------- | ---------------- | ----------- |
| Frisch Auf Göppingen           |                      | 23:20            | 20:13                | 18:10             | 20:13          | 23:13             | 24:20            | 23:17       |
| TV Großwallstadt               | 24:20                |                  | 27:12                | 19:14             | 22:14          | 23:20             | 22:15            | 20:12       |
| SpVgg 1887 Möhringen           | 12:21                | 16:21            |                      | 11:80             | 14:13          | 14:12             | 12:19            | 13:90       |
| TSV 1896 Rintheim              | 20:11                | 12:22            | 13:13                |                   | 16:10          | 21:15             | 23:14            | 17:13       |
| SG Dietzenbach                 | 13:16                | 16:12            | 10:80                | 12:11             |                | 16:16             | 09:90            | 19:14       |
| TSV Milbertshofen              | 12:15                | 23:16            | 11:16                | 16:16             | 16:15          |                   | 25:14            | 15:16       |
| SG Leutershausen               | 15:18                | 19:26            | 08:90                | 18:18             | 15:17          | 18:16             |                  | 23:16       |
| TV Hochdorf                    | 16:22                | 16:20            | 14:18                | 13:13             | 16:90          | 16:20             | 11:12            |             |
| Stand: 18. Dezember 1971       |                      |                  |                      |                   |                |                   |                  |             |

| Legende |                                                               |
|         | Teilnehmer an der Endrunde um die deutsche Meisterschaft 1972 |
|         | Absteiger in die Regionalliga                                 |
| (M)     | Deutscher Handballmeister 1971                                |
| (A)     | Aufsteiger aus der Regionalliga                               |

## Endrunde um die deutsche Meisterschaft

### Halbfinale
Die Tabellenersten und -zweiten der Staffeln Nord und Süd nach dem 14. Spieltag qualifizierten sich für die Endrunde um die deutsche Meisterschaft und traten in vier Halbfinalspielen gegeneinander an.
Ergebnisse der Halbfinalbegegnungen
| Datum         | Team 1               | Team 2               | Ergebnis    |
| ------------- | -------------------- | -------------------- | ----------- |
| 8. Jan. 1972  | TV Großwallstadt     | VfL Gummersbach      | 18:15       |
| 8. Jan. 1972  | THW Kiel             | Frisch Auf Göppingen | 12:11       |
| 15. Jan. 1972 | VfL Gummersbach      | TV Großwallstadt     | 17:10       |
| 15. Jan. 1972 | Frisch Auf Göppingen | THW Kiel             | 16:14 n. V. |

### Spiel um Platz 3
In dieser Saison wurde ein kleines Finale um den dritten Platz in inoffiziellem Rahmen ausgetragen, das der THW Kiel mit 18:17 und 22:15 für sich entscheiden konnte.
Ergebnisse der Begegnungen um Platz 3
| Datum         | Team 1           | Team 2           | Ergebnis |
| ------------- | ---------------- | ---------------- | -------- |
| 19. Feb. 1972 | THW Kiel         | TV Großwallstadt | 18:17    |
| 26. Feb. 1972 | TV Großwallstadt | THW Kiel         | 15:22    |

### Finale
Das Spiel um die Deutsche Meisterschaft wurde am 30. Januar 1972 zwischen Frisch Auf Göppingen und dem VfL Gummersbach vor etwa 5.300 Zuschauern in Böblingen ausgetragen. Deutscher Handballmeister 1972 wurde zum neunten Mal in der Vereinsgeschichte die Mannschaft von Frisch Auf Göppingen, die das Team des VfL Gummersbach mit 14:12 (7:7) besiegte.
Ergebnis der Finalbegegnung
| Datum         | Team 1               | Team 2          | Ergebnis |
| ------------- | -------------------- | --------------- | -------- |
| 30. Jan. 1972 | Frisch Auf Göppingen | VfL Gummersbach | 14:12    |

#### Meistermannschaft
| 1. | Frisch Auf Göppingen |
|    | - Mannschaft: Paul Epple, Walter Pflüger, Armin Eisele, Christian Patzer, Max Müller (K), Peter Bucher, Günter Schweikardt, Werner Fischer, Werner Arndt, Uwe Rathjen, Detlef Gross, Hans Brodbeck, Frank Wohlrabe - Trainer: Edmund Meister |